# Alpine Visitor Center
L'Alpine Visitor Center est un office de tourisme américain dans le comté de Larimer, au Colorado. Protégé au sein du parc national de Rocky Mountain, il est abrité dans un bâtiment situé au croisement de la Fall River Road et de la Trail Ridge Road au col Fall River, ce qui en fait, à 3 595 mètres d'altitude, le plus élevé des offices de tourisme opérés par le National Park Service.
Construit en 1964, le bâtiment est trop récent pour faire partie des propriétés contributrices au district historique de Fall River Entrance, un district historique inscrit au Registre national des lieux historiques depuis le 29 janvier 1988. Il est listé comme propriété non-contributrice à ce district.